# Poto (Fatuleu Barat)
Poto is een bestuurslaag in het regentschap Kupang van de provincie Oost-Nusa Tenggara, Indonesië. Poto telt 2558 inwoners (volkstelling 2010).